# واندرلی داسیلوا
واندرلی داسیلوا (انگلیسی: Wanderley; ۳ ژوئن ۱۹۳۸ – ۵ مارس ۲۰۲۰) بازیکن فوتبال اهل برزیل بود که در پست مهاجم بازی می‌کرد.
وی همچنین در تیم ملی فوتبال زیر ۲۳ سال برزیل بازی کرده‌است.